# Kenyaïta
La kenyaïta és un mineral de la classe dels silicats. Rep el nom de Kenya, el país africà on es troba la seva localitat tipus.

## Característiques
La kenyaïta és un silicat de fórmula química Na₂Si22O41(OH)₈·6H₂O. Va ser aprovada com a espècie vàlida per l'Associació Mineralògica Internacional l'any 1967. Cristal·litza en el sistema monoclínic.
Segons la classificació de Nickel-Strunz, la kenyaïta pertany a «09.HA - Silicats sense classificar, amb alcalins i elements terra-alcalins» juntament amb els següents minerals: ertixiïta, wawayandaïta, magbasita, afanasyevaïta, igumnovita, rudenkoïta, foshallasita, nagelschmidtita, caryocroïta, juanita, tacharanita, oyelita, denisovita i tiettaïta.

## Formació i jaciments
Va ser descoberta al llac Magadi, a la província de Rift Valley, Kenya. També ha estat descrita posteriorment al Canadà, els Estats Units, Namíbia, Rússia i l'Antàrtida.